# Joseph Howell
Joseph Howell est un homme politique américain, né le 17 février 1857 à Brigham City et mort le 18 juillet 1919 à Logan. Il est membre de la Chambre des représentants des États-Unis de 1903 à 1917.